# G4 EA H1N1
G4 EA H1N1 — это вирус свиней, впервые выявленный в Китае 29 июня 2020 года. 35 подтвержденных случаев среди людей, все работники свиноводческих заводов.
Болезнь является вирусом птичьего типа H1N1, сходным с евразийским генотипом 4 (G4), который поражает в основном свиней. В рецензируемой статье «Трудов Национальной академии наук» (PNAS) говорится, что "вирусы G4 EA H1N1 обладают всеми существенными отличительными признаками высокой адаптации к заражению людей.
Перераспределение птичьего вируса и двух штаммов H1N1 связано с вирусом, ответственным за пандемию свиного гриппа 2009 года, а также с штаммом, который был причиной пандемии гриппа 1918 года (так как оба штамма гриппа H1N1), испанского гриппа. В основном это касается свиней, но случяя были выявлены и у людей, в настоящее время только в Китайской Народной Республике.
По состоянию на 30 июня 2020 года подтвержденных случаев передачи вируса от человека к человеку не было. Однако, поскольку в Китае самая большая популяция свиней в мире, и свиньи часто заражаются новым штаммом вируса, эксперты предупреждают, что он может превратиться в патоген, который легко распространяется среди людей. Поэтому исследователи во всем мире серьёзно рассматривают новый вариант G4, тип вируса птичьего гриппа, к которому у людей нет иммунитета.
По мнению некоторых экспертов, этот сорт имеет вероятность передачи между людьми. Исследователи опасаются, что он может мутировать и поэтому легко распространяться от человека к человеку, что может привести к глобальной вспышке. Он имеет «все признаки» высокой приспособленности к заражению людей.
Он находится на втором этапе «Описания фазы пандемии ВОЗ», поскольку до сих пор подтверждена только передача от животного человеку. Но так как вирус распространен на свинофермах в Китае, эксперты рекомендуют проверять его распространение среди свиней и отслеживать заражение людей.
Некоторые исследователи полагают, что этот вирус следует отслеживать в случае, если он превращается в смертельный вирус, такой как испанский грипп, в то время как другие полагают, что в конечном итоге он будет более заразным, но иметь более низкий уровень смертности, чем Сезонный грипп.